# Når naturen kalder
 For alternative betydninger, se Når naturen kalder (flertydig). (Se også artikler, som begynder med Når naturen kalder)
 For alternative betydninger, se The Call of the Wild. (Se også artikler, som begynder med The Call of the Wild)
The Call of the Wild (på dansk Når naturen kalder) er en roman af den amerikanske forfatter Jack London. Bogen handler om den tamme hund Buck, som genfinder sine primitive instinkter efter en række hændelser, hvor den blandt andet tjener som slædehund i Yukon territoriet i løbet af det såkaldte Guldfeberen i Klondike.
| Bog | Spire Denne artikel om bøger og tidsskrifter er en spire som bør udbygges. Du er velkommen til at hjælpe Wikipedia ved at udvide den. |